# Namas

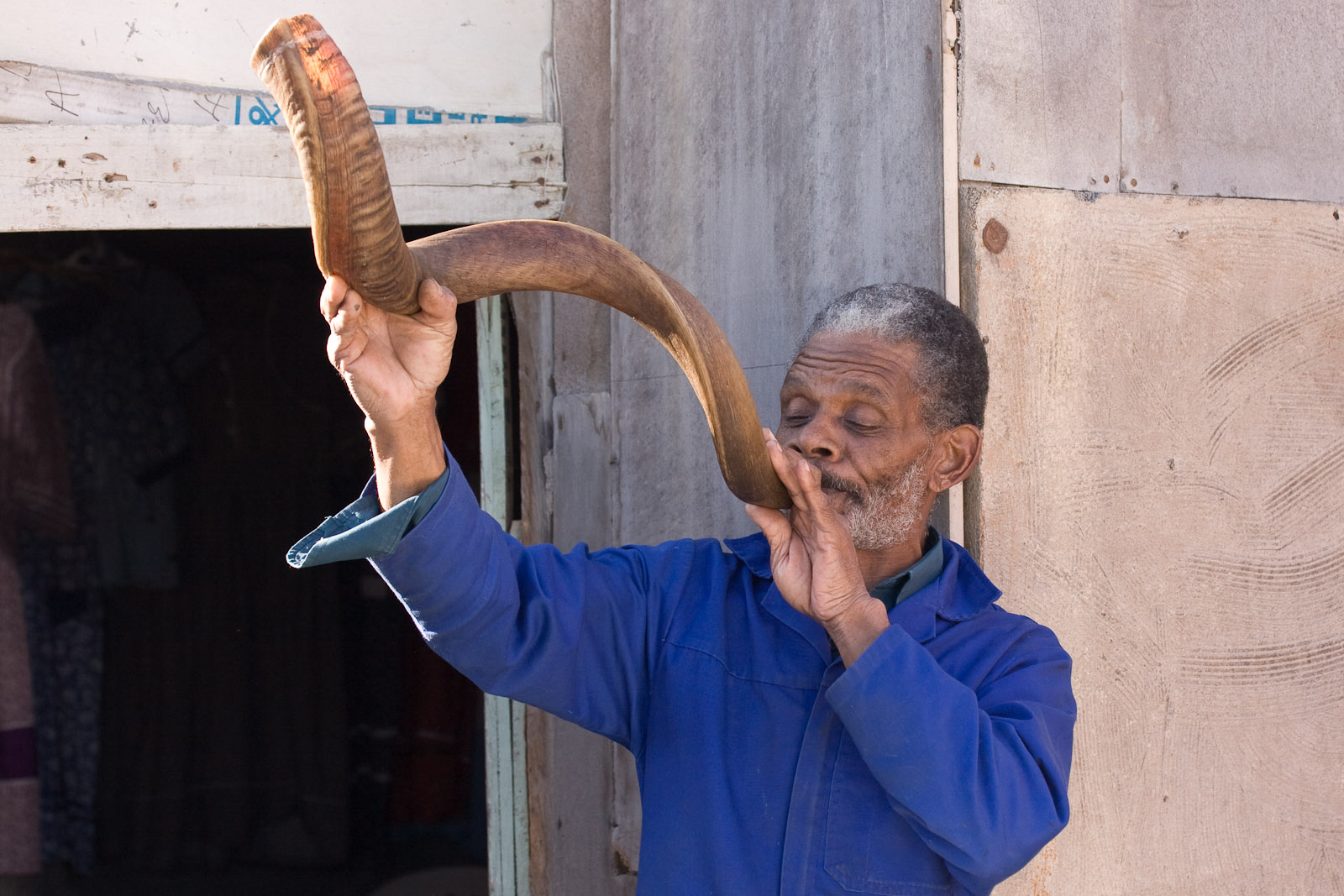
Um homem nama da Namíbia.

Nama (em fontes mais antigas namaqua) é um grupo étnico do sudoeste da África cujo território está presentemtente repartido pela África do Sul, Namíbia e Botsuana. O grupo fala maioritariamente a língua nama da família linguística coi-cuadi, embora muitos nama também falem africânder. Os nama são o grupo mais números entre os povos coissãs, a maioria dos quais desapareceu enquanto grupo, exceto os namas. A maioria dos clãs nama habita a Namíbia central, mas grupos mais pequenos vivem na Namaqualândia, um território hoje atravessado pela fronteira entre as Namíbia e a África do Sul.